# Athie (Yonne)
Athie település Franciaországban, Yonne megyében. Lakosainak száma 134 fő (2022. január 1.). Athie Angely, Provency, Sainte-Colombe, Sauvigny-le-Bois és Guillon-Terre-Plaine községekkel határos.

## Népesség
A település népességének változása:
| Lakosok száma | 142  | 139  | 140  | 137  | 134  | 132  | 131  | 132  | 134  |
|               | 2013 | 2015 | 2016 | 2017 | 2018 | 2019 | 2020 | 2021 | 2022 |